# 마우스 키
마우스 키(mouse keys)는 자판(특히 숫자 키패드)을 포인팅 장치(일반적으로 마우스를 대체)로 사용하는 일부 그래픽 사용자 인터페이스의 기능이다. 줄과 열의 탐색이 방향키(예: hjkl, ctl-esdx)로 제어되었던 초창기 시각 편집기 시절에서 비롯되었다. 오늘날 마우스 키는 1984년 X 윈도 시스템의 도입과 함께 표준화된 숫자 키패드 레이아웃을 가리킨다.

## 레이아웃
| 키       | 동작                                    |
| -------- | --------------------------------------- |

X 윈도 시스템 MouseKeys의 기본 숫자패드 레이아웃.

| Num Lock | With Alt-Shift Enable/Disable MouseKeys |
| up       | cursor up                               |
| down     | cursor down                             |
| right    | cursor right                            |
| left     | cursor left                             |
| 7        | cursor up and left                      |
| 9        | cursor up and right                     |
| 3        | cursor down and right                   |
| 1        | cursor down and left                    |
| /        | select primary button                   |
| *        | select modifier button                  |
| -        | select alternate button                 |
| 5        | click selected button                   |
| +        | double click selected button            |
| 0        | depress selected button                 |
| .        | release selected button                 |
| Enter    | Enter Key                               |

## 역사
역사적으로, 수많은 단말기가 전용 포인팅 장치가 없을 경우 마우스 키는 GUI 프로그램을 지원하였다. 포인팅 장치를 어디서든 볼 수 있게 됨에 따라 마우스 키는 포인팅 장치가 없거나 사용할 수 없거나 불편한 상황에 사용되었다. 이러한 상황은 다음의 경우에 발생할 수 있다:
- 정확성 요건 (예: 제도)
- 장애인 또는 인간공학적 문제
- 환경적 제한 (예: 차나 비행기의 떨림)
- 장치 고장

## MouseKeysAccel
| 변수           | 의미                                                  |
| -------------- | ----------------------------------------------------- |
| mk_delay       | 초기 키 누름과 최초 반복 모션 이벤트 간 밀리초        |
| mk_interval    | 반복되는 모션 이벤트 간 밀리초                        |
| mk_max_speed   | 각 이벤트에 적용되는 일정한 속도 (action_delta units) |
| mk_time_to_max | 일정한 속도로 가속하는 이벤트의 수 (count)            |
| mk_curve       | 최대 포인터 속도에 도달하기 위해 사용되는 램프(ramp)  |

X 윈도 시스템의 MouseKeysAccel 궤적

최초의 mk_time_to_max 동작은 기하급수적으로 부드럽게 증가한다.
{\displaystyle \mathrm {action\_delta} \times \mathrm {mk\_max\_speed} \times \left({\frac {i}{\mathrm {mk\_time\_to\_max} }}\right)^{\frac {1000+\mathrm {mk\_curve} }{1000}}}
| mk_curve | 결과                                                      |
| -------- | --------------------------------------------------------- |
| -1000    | 일정한 속도. 선형적으로 증가하는 동작.                    |
| 0        | 일정한 가속. 선형적으로 증가하는 속도.                    |
| 1000     | 일정한 갑작스러운 움직임(jerk). 선형적으로 증가하는 가속. |

이 5개의 변수는 구성이 가능하다.

## 같이 보기
- 가상 키보드